# 김영철 (배우)
김영철(金永哲, 1953년 2월 25일 ~ )은 대한민국의 배우이다.

## 경력
- 1973년 민예극단 단원
- 1978년 TBC 18기 공채 탤런트
- 1992년 서울경마공원 마주
- 1997년 KBS 탤런트극회 회장
- 2001년 인천국제공항 명예세관원
- 2001년 전자부품연구원 홍보이사
- 2003년 범국민절주운동본부 홍보대사
- 2003년 전국지체장애인대회 홍보대사
- 2004년 대한골프협회 홍보위원
- 2009년 2022년 월드컵 축구 홍보대사
- 2010년 ~ 제주대학교병원 명예홍보대사
- 2011년 영등포세무서 1일 납세자보호실장
- 2013년 ~ 2015년 한국방송연기자협회 회장
- 2014년 남양주시 홍보대사
- 2015년 남양주슬로라이프국제대회 홍보대사
- 2019년 노인의료나눔재단 홍보대사
- 2019년 ~ 2020년 중소기업중앙회 노란우산 홍보대사
- 2021년 솔라시도 홍보대사
- 2021년 경찰청 명예 지구대장

## 출연

### 드라마
- 1981년 KBS2 설날특집극 《고향집》
- 1981년 KBS1 미니시리즈 《야행열차》
- 1981년 KBS2 송년특집극 《갈대를 기르는 땅》
- 1982년 KBS1 대하드라마 《풍운》 ... 홍영식 역
- 1982년 KBS1 기록드라마 《우둥불》 ... 이범석 역
- 1982년 KBS2 월화드라마 《북청 물장수》
- 1983년 KBS1 특집드라마 《어머님 날 낳으시고》
- 1983년 KBS2 주간연속극 《안개》
- 1983년 KBS2 일일연속극 《엄마는 바빠요》
- 1984년 KBS2 주간연속극 《신부교실》
- 1984년 KBS2 주간연속극 《미망인》
- 1984년 KBS2 주간연속극 《미로》
- 1985년 KBS1 일일연속극 《고향》
- 1985년 KBS1 TV 문학관 《춘란》
- 1986년 KBS1 일일연속극 《여심》
- 1986년 KBS1 대하드라마 《노다지》 ... 변원해 역
- 1987년 KBS2 주말연속극 《애정의 조건》 ... 정병준 역
- 1987년 KBS1 대하드라마 《토지》 ... 김환 역
- 1988년 KBS2 특집드라마 《용꿈이었네》
- 1988년 KBS2 미니시리즈 《그해 겨울은 따뜻했네》 ... 일환 역
- 1988년 MBC 미니시리즈 《도시의 흉년》 ... 구주현 역
- 1989년 KBS1 신년특집극 《두 석양》
- 1989년 KBS2 아침드라마 《일출》
- 1989년 KBS1 특집드라마 《조명하》 ... 조명하 역
- 1989년 KBS1 대하드라마 《역사는 흐른다》 ... 하야시 다케오,하야시 겐조 역(1인 2역)
- 1989년 KBS2 특집드라마 《혼전 순결》
- 1990년 MBC 주간연속극 《사람과 사람》
- 1990년 MBC 아침드라마 《사랑해 당신을》
- 1991년 MBC 설날특집극 《미끼와 고삐》 ... 성하 역
- 1991년 KBS1 대하드라마 《왕도》 ... 홍국영 역
- 1991년 KBS2 주간연속극 《형》 ... 성인 김동식 역
- 1991년 SBS 개국특집극 《길》 ... 최일호 역
- 1992년 KBS1 6.25특집극 《시간과 눈물》 ... 임종대 역
- 1993년 KBS1 일일연속극 《들국화》 ... 종수 역
- 1993년 SBS 월화드라마 《댁의 남편은 어떠십니까》 ... 강세풍 역
- 1994년 KBS2 아침드라마 《그대 있음에》 ... 장현세 역
- 1995년 KBS2 창사특집극 《땅울림》 ... 김정호 역
- 1995년 KBS1 6.25 특집드라마《오래된 집》
- 1995년 KBS2 미니시리즈 《바람의 아들》 ... 장하수 역
- 1996년 SBS 아침드라마 《만남》 ... 한병훈 역
- 1996년 KBS2 미니시리즈 《머나먼 나라》 ... 한수 부, 김재구 역
- 1997년 KBS1 일일연속극 《정 때문에》 ... 남기남 역
- 1997년 KBS2 미니시리즈 《봄날은 간다》 ... 진우 역
- 1998년 SBS 아침드라마 《겨울 지나고 봄》 ... 이동진 역
- 1998년 SBS 주말극장 《흐린 날에 쓴 편지》 ... 영범 역
- 2000년 KBS1 대하드라마 《태조 왕건》 ... 궁예 역
- 2002년 KBS1 대하드라마 《제국의 아침》 ... 궁예 역
- 2002년 SBS 대하드라마 《야인시대》 ... 장년 김두한 역
- 2002년 MBC 미니시리즈 《위기의 남자》 ... 이동주 역
- 2006년 KBS1 대하드라마 《서울 1945》 ... 문정관 역
- 2006년 MBC 일일연속극 《얼마나 좋길래》 ... 이대양 역
- 2008년 KBS1 대하드라마 《대왕 세종》 ... 조선 태종(이방원) 역
- 2008년 KBS2 일일연속극 《돌아온 뚝배기》 ... 강 사장 역
- 2009년 KBS2 수목드라마 《아이리스》 ... 백산 역
- 2010년 KBS1 특별기획드라마 《명가》 ... 최진립 역
- 2010년 SBS 주말 특별기획드라마 《인생은 아름다워》 ... 양병태 역
- 2010년 SBS 대기획 《아테나: 전쟁의 여신》 ... 백산 역 (특별 출연)
- 2011년 KBS2 미니시리즈 《공주의 남자》 ... 조선 세조(이유) 역
- 2012년 TV조선 설날특집극 《아버지가 미안하다》 ... 용만 역
- 2012년 KBS2 미니시리즈 《적도의 남자》 ... 진노식 역
- 2012년 KBS1 일일연속극 《별도 달도 따줄게》 ... 서만호 역
- 2012년 KBS2 미니시리즈 《세상 어디에도 없는 착한남자》 ... 서정규 역 (특별출연)
- 2013년 KBS2 수목드라마 《아이리스 2》 ... 백산 역
- 2013년 KBS2 수목드라마 《칼과 꽃》 ... 영류왕 역
- 2014년 KBS2 미니시리즈 《태양은 가득히》 ... 한태오 역
- 2014년 KBS2 주말연속극 《참 좋은 시절》 ... 강태섭 역
- 2015년 KBS2 단막극 《KBS 드라마 스페셜 - 바람은 소망하는 곳으로 분다》 ... 조성기 역
- 2016년 KBS1 대하드라마 《장영실》 ... 조선 태종(이방원) 역
- 2016년 MBC 주말드라마 《가화만사성》 ... 봉삼봉 역
- 2017년 KBS2 주말연속극 《아버지가 이상해》 ... 변한수/이윤석 역
- 2017년 tvN 수목드라마 《크리미널 마인드》 ... 백산 역
- 2019년 JTBC 금토드라마 《나의 나라》 ... 이성계 역
- 2021년 OCN 토일드라마 《타임즈》 ... 서기태 역
- 2021년 KBS1 대하드라마 《태종 이방원》 ... 태조 이성계 역

### 영화
- 1979년 《비색》
- 1980년 《바다로 간 목마》 - 성현 역
- 1981년 《하얀미소》
- 1984년 《먹다버린 능금》
- 1987년 《영자의 전성시대》
- 1988년 《업》 - 구산 역
- 1989년 《달아난 말》
- 1989년 《그 후로도 오랫동안》 - 이현욱 역
- 1991년 《성숙한 외출》
- 1992년 《모두가 죽이고 싶던 여자》
- 1994년 《위대한 헌터 GJ》
- 1999년 《순애보》 - 종완 역
- 2005년 《달콤한 인생》[1] - 강사장 역
- 2006년 《그놈 목소리》 - 김욱중 역
- 2006년 《마이 파더》 - 황남철 역
- 2009년 《아이리스: 더 무비》 - 백산 역
- 2012년 《아이리스 2: 더 무비》 - 백산 역
- 2013년 《기술자들》 - 조대진 사장 역 (본작의 진 최종 보스)
- 2014년 《미안해 사랑해 고마워》 - 최강칠 역

### 교양
- 2000년 KBS2 《TV는 사랑을 싣고》 ... 게스트
- 2001년 KBS1 《체험 삶의 현장》 ... '관심법 보일러' 출연
- 2016년 KBS1 신년 특별기획 《미국의 부활》 ... 내레이터
- 2018년 KBS1 《KBS 스페셜》 마지막 신화의 땅 1부, 2부 ... 내레이터, 출연
- 2018년 ~ 2022년 KBS1 《김영철의 동네 한 바퀴》 ... 출연, 내레이터

### 예능
- 2001년 KBS2 《슈퍼TV 일요일은 즐거워》 - 출발 드림팀
- 2011년 MBC 《댄싱 위드 더 스타》 ... 참가자
- 2011년 SBS 《힐링캠프》 ... 게스트
- 2014년 tvN 《삼시세끼》 ... 게스트
- 2020년 MBC 《황금어장 라디오스타》... 게스트

### 기타
- 2020년 ~ 2021년 유튜브 《영철마불 [김영철 TV]》

### 광고
- 1985년 다모아문구 은하수 양장앨범
- 1986년 농심켈로그
- 1987년 롯데제과 롯데 시나몬껌
- 1987년 대신증권
- 1988년 대신금융그룹
- 1989년 명문제약 키미테 패취
- 1990년 BYC 백양모시메리
- 1991년 해태냉동식품 고향만두
- 1993년 녹원양행 녹아렌
- 1993년 남양유업 불가리스 (With. 신구, 홍요섭, 강석우, 오현경)
- 1993년 광동제약 광쌍탕 에프
- 1993년 ~ 1996년 BYC
- 1995년 LG하우시스 LG하이샤시
- 2001년 유진사이언스 콜제로
- 2002년 한나라당 기호 1번 이회창
- 2002년 미강산업개발 안산 스타맥스 타워
- 우아미가구
- 2005년 달콤한인생
- 2013년 LG유플러스
- 2017년~2019년 배스킨라빈스
- 2019년 버거킹 사딸라
- 2019년 브롤스타즈
- 2019년 LG생활건강 아우라
- 2019년 라이즈 오브 킹덤즈
- 2020년 삼성증권
- 2021년 버거킹 하루종~일 사딸라

## 수상 및 후보
| 연도 | 시상식                        | 부문                           | 작품                                            | 결과 |
| ---- | ----------------------------- | ------------------------------ | ----------------------------------------------- | ---- |
| 1985 | KBS 우수프로그램평가상        | 연기상                         | 고향, 춘란                                      | 수상 |
| 1989 | 제25회 백상예술대상           | TV부문 남자 최우수연기상       | 두 석양                                         | 수상 |
| 1989 | KBS 연기대상                  | 남자 우수연기상                | 두 석양                                         | 후보 |
| 1991 | KBS 연기대상                  | 남자 최우수연기상              | 왕도                                            | 수상 |
| 1996 | KBS 연기대상                  | 남자 우수연기상                | 머나먼 나라                                     | 수상 |
| 2000 | 제13회 그리메상               | 최우수 남자연기상              | 태조 왕건                                       | 수상 |
| 2000 | KBS 연기대상                  | 남자 최우수연기상              | 태조 왕건                                       | 후보 |
| 2000 | KBS 연기대상                  | 대상                           | 태조 왕건                                       | 수상 |
| 2001 | 코리아스완어워즈              | 베스트드레서 특별상            | 태조 왕건                                       | 수상 |
| 2001 | 제13회 한국방송프로듀서상     | 탤런트상                       | 태조 왕건                                       | 수상 |
| 2001 | 제28회 한국방송대상           | 탤런트상                       | 태조 왕건                                       | 수상 |
| 2001 | 제37회 백상예술대상           | TV부문 남자 최우수연기상       | 태조 왕건                                       | 수상 |
| 2002 | MBC 연기대상                  | 연속극부문 남자 최우수연기상   | 위기의 남자                                     | 후보 |
| 2003 | SBS 연기대상                  | 연속극부문 남자 우수연기상     | 야인시대                                        | 수상 |
| 2003 | SBS 연기대상                  | 10대 스타상                    | 야인시대                                        | 수상 |
| 2005 | 제4회 대한민국 영화대상       | 남우조연상                     | 달콤한 인생                                     | 후보 |
| 2007 | 제1회 코리아드라마페스티벌    | 특별상                         | 얼마나 좋길래                                   | 수상 |
| 2007 | 제28회 청룡영화상             | 남우조연상                     | 마이 파더                                       | 후보 |
| 2008 | 제16회 이천춘사대상영화제     | 남우조연상                     | 마이 파더                                       | 수상 |
| 2008 | KBS 연기대상                  | 일일극부문 남자 우수연기상     | 돌아온 뚝배기                                   | 후보 |
| 2010 | SBS 연기대상                  | 연속극부문 남자 최우수연기상   | 인생은 아름다워                                 | 후보 |
| 2011 | KBS 연기대상                  | 남자 최우수연기상              | 공주의 남자                                     | 후보 |
| 2012 | KBS 연기대상                  | 일일극부문 남자 우수연기상     | 별도 달도 따줄게                                | 수상 |
| 2015 | KBS 연기대상                  | 남자 연작·단막극상             | KBS 드라마 스페셜 - 바람은 소망하는 곳으로 분다 | 후보 |
| 2016 | MBC 연기대상                  | 연속극부문 남자 최우수연기상   | 가화만사성                                      | 후보 |
| 2017 | 제10회 코리아 드라마 어워즈   | 연기대상                       | 아버지가 이상해                                 | 후보 |
| 2017 | KBS 연기대상                  | 대상                           | 아버지가 이상해                                 | 수상 |
| 2017 | KBS 연기대상                  | 남자 최우수연기상              | 아버지가 이상해                                 | 후보 |
| 2017 | KBS 연기대상                  | 장편드라마부문 남자 우수연기상 | 아버지가 이상해                                 | 후보 |
| 2019 | 올해의 브랜드 대상            | CF 모델 부문                   | 빈칸                                            | 수상 |
| 2021 | 제12회 대한민국대중문화예술상 | 대통령 표창                    | 빈칸                                            | 수상 |
| 2022 | KBS 연기대상                  | 장편드라마부문 남자 우수연기상 | 태종 이방원                                     | 후보 |
| 2023 | KBS                           | KBS를 빛낸 50인                | 빈칸                                            | 수상 |

## 사건
- 2001년 7월 승용차를 몰다가 앞차를 들이받고 달아났으며 이 때문에 도로교통법상 조치불이행혐의로 불구속 입건된 바 있었다.[3]

## 그 외
- 태조 왕건의 궁예나 야인시대의 김두한으로 나오는 장면들은 디시인사이드 합성 갤러리 등에서 많이 패러디되었다. 주로 "누가 기침소리를 내었는가?", "공산당 할 거야 안 할 거야?", "4딸라" 등의 대사가 패러디의 대상이다. 심지어는 이 유행어들이 너무 잘 나가서 "4딸라"라는 유행어로 버거킹 CF까지 촬영했다. 버거킹의 해당 햄버거는 실제로도 4달러에 해당되는 4,900원에 판매되었다.

## 같이 보기
- 대한민국의 남자 배우 목록